# Pascal Reinhardt (Musikproduzent)
Pascal "Kalli" Reinhardt (geb. in Gießen) ist ein deutscher Musikproduzent, Songwriter und Multiinstrumentalist. Bekannt wurde er unter anderem durch seine Arbeit an Songs wie "Better" von Lena Meyer-Landrut und Nico Santos, so wie "Chasing Highs" von Alma, oder "Diamanten" von Kontra K.

## Leben
Nach einem abgeschlossenen Toningenieur Studium am SAE Institute in Frankfurt sammelte er erste professionelle Erfahrungen im CreaTon Studio in Gießen, in dem er Künstler:innen verschiedenster Genres produzierte und gleichzeitig für Recording, Mixing und Mastering verantwortlich war und arbeitete zeitgleich in der Tonabteilung des Stadttheater Gießen.
2013 unterschrieb Reinhardt einen Verlagsvertrag bei Sony und konnte nach Veröffentlichungen mit Capo oder Karel Gott seinen ersten großen Erfolg mit einem Song für eine Mercedes-Smart-Kampagne erzielen. Unter dem Pseudonym „Bad Paris“ ging er mit dem Titel "I Heart U" auf Radiotour durch Deutschland und zog 2014 nach Berlin.
Nachdem er auf einem Songwriting Camp in Finnland die noch unbekannte Sängerin Alma Miettinnen kennenlernte, konnte er schon kurz darauf internationale Erfolge mit ihr feiern, mit Songs wie "Bonfire" von Felix Jaehn feat. Alma, "Dye My Hair", oder ihrem größten bisherigen Erfolg "Chasing Highs", der unter anderem im Vereinigten Königreich Platin Status erreichte.
Beim ersten Free European Song Contest 2020 konnten die von Reinhardt komponierten Songs "Like I Love You" von Nico Santos & Topic sowie "Changes" von Ilse DeLange den ersten und zweiten Platz belegen.
2016 unterschrieb er bei Universal Music Publishing, worauf verschiedene genreübergreifende, nationale und internationale Veröffentlichungen folgten, u. a. von Künstlern wie Apache 207, Helene Fischer, Topic, Grey, Léon, Mark Forster, Casper, R3hab, KSHMR, Alvaro Soler, Michael Patrick Kelly, Ardian Bujupi, Wincent Weiss. Darunter auch der Song Waterfall von Michael Schulte feat. R3hab, der in den Deutschen Radio Charts 2023 der meist gespielte Song eines deutschen Künstlers war.
2023 gründete er einen Verlag unter Administration von Universal Music um Newcomer Produzenten und Songwriter zu fördern. Außerdem vertreibt er seit 2023 eigene Audio Plugins unter Bianco Audio.

## Autorenbeteiligungen und Produktionen (Auswahl)
| Artist                           | Titel                                  | Jahr |
| -------------------------------- | -------------------------------------- | ---- |
| Capo                             | Venus & Mars (feat. Rola)              | 2013 |
| Bad Paris                        | I Heart U                              | 2014 |
| Karell Gott                      | Sag Einfach Ja                         | 2014 |
| Liquit Walker                    | Mowgli (EP)                            | 2015 |
| Jürgen Drews                     | Der schwerste Tag war gestern          | 2015 |
| Münchener Freiheit               | Schwerelos                             | 2016 |
| Nazar                            | Intro                                  | 2016 |
| Alma                             | Dye My Hair                            | 2016 |
| Felix Jaehn feat. Alma           | Bonfire                                | 2016 |
| DJ Ötzi                          | Alle Wege führn nach Rom               | 2017 |
| Jennifer Rostock                 | Flaschendrehen                         | 2017 |
| Kontra K                         | Gute Nacht                             | 2017 |
| Michael Patrick Kelly            | Et Voila                               | 2017 |
| Alma                             | Chasing Highs                          | 2017 |
| Allie X                          | Can't Stop Now                         | 2018 |
| Alvaro Soler                     | Histerico                              | 2018 |
| Glasperlenspiel feat. Summer Cem | Royals & Kings                         | 2018 |
| Kontra K                         | Erde & Knochen (Album)                 | 2018 |
| Naaz                             | As Fun                                 | 2018 |
| Wincent Weiss                    | An Wunder                              | 2018 |
| LEA                              | 110 (Prolog)                           | 2019 |
| Kontra K                         | Kampfgeist 4                           | 2019 |
| Sonny Alven                      | On My Mind                             | 2019 |
| Grey x LEÓN                      | Want You Back                          | 2019 |
| Ardijan Bujupi                   | Ciao Bella                             | 2019 |
| Lena x Nico Santos               | Better                                 | 2019 |
| Ilse Delange                     | Changes                                | 2020 |
| Revolderheld                     | Lichter                                | 2020 |
| Nico Santos                      | Nico Santos (Album)                    | 2020 |
| Lea                              | Treppenhaus                            | 2020 |
| Starley                          | Arms Around Me (Bad Paris Remix)       | 2020 |
| Adel Tawil                       | 1000 Gute Gründe                       | 2020 |
| Various Artists                  | Best of Us                             | 2020 |
| Johannes Oerding                 | Ungeschminkt                           | 2020 |
| Luna                             | Verlierer                              | 2020 |
| Mark Forster x Lea               | Drei Uhr nachts                        | 2021 |
| Lea x Casper                     | Schwarz                                | 2021 |
| Helene Fischer                   | Volle Kraft voraus                     | 2021 |
| Loredana x Mozzik                | Mit Mir                                | 2021 |
| Valentino Khan feat. Alma        | Stop Talking                           | 2021 |
| Casper x Vega x Montez           | Am Boden Bleiben                       | 2021 |
| Clueso                           | Punkt und Komma                        | 2021 |
| Alvaro Soler                     | Mar De Colores (Album)                 | 2021 |
| Clockclock                       | Someone Else                           | 2022 |
| Sarah Connor                     | Not So Silent Night (Album)            | 2022 |
| Tokio Hotel feat. Daði Freyr     | Happy People                           | 2022 |
| Kontra K                         | Für den Himmel durch die Hölle (Album) | 2022 |
| Nico Santos                      | One Day                                | 2022 |
| Kayef                            | Wenn Ich Du Wäre                       | 2022 |
| Luna                             | Arschloch                              | 2022 |
| Badchieff                        | Vielleicht                             | 2022 |
| Nico Santos                      | Number 1                               | 2023 |
| Anais                            | Berlin City Girl                       | 2023 |
| Juli                             | Vier Wände                             | 2023 |
| Rane                             | Take You Home                          | 2023 |
| Lena                             | What i Want                            | 2023 |
| Apache 207                       | Breaking Your Heart                    | 2023 |
| Kool Savas                       | Timeline                               | 2023 |
| Michael Schulte feat. R3hab      | Waterfall                              | 2023 |
| Nico Santos feat. Fastboy        | Where You Are                          | 2023 |
| Lena                             | Loyal to Myself                        | 2024 |
| Malugi                           | Drop It Down                           | 2024 |